# Kata guruma

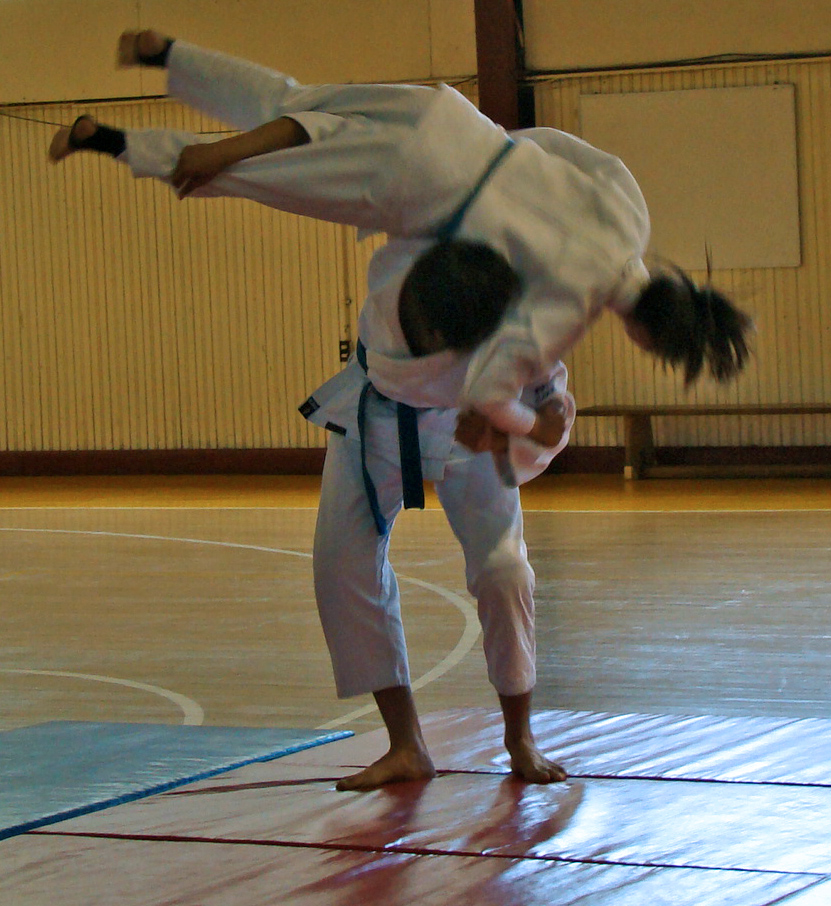
Kata Guruma

Kata guruma (肩車 letteralmente "ruota di braccia" o "tecnica ruotando le braccia") è la tecnica del Judo numero 24 del Gokyo. Questa predilige l'uso delle mani e delle braccia (Te-Waza) e apparentemente sembra necessiti di molta forza. In realtà, come spiegato dal fondatore del Judo Jigorō Kanō, è una delle Nage waza che necessita di maggiore tecnica (il judoka esperto non solleva l'intero corpo di Uke, bensì solamente il 30% circa riuscendo appieno nella tecnica.)

## Storia
Il maestro Jigorō Kanō ideò questa tecnica prendendo spunto da un'antica mossa del jujitsu: kino katsugi. Questa tecnica rappresentava una sorta di tabù per il maestro poiché egli stesso la subiva trovandosi di fronte ad un allievo di costituzione imponente. Rammaricato per questo (ma attenendosi alle sue stesse regole secondo le quali il Judo è soprattutto un adattamento mentale all'avversario) il maestro lesse vari trattati, studiando tecniche occidentali e asiatiche di lotta e analizzando l'impiego dell'equilibrio dei pesi tra Tori ed Uke. Da questo studio nacque la tecnica conosciuta ai giorni nostri che gli permise, in un nuovo incontro con il precedente jujitsuka di batterlo nonostante la gracile costituzione.
Il Kata-guruma è ritenuta una delle tecniche più complesse dell'intero Gokyo ed è di difficile esecuzione durante una competizione. Questa venne per un certo periodo abbandonata salvo riprendere successivamente auge grazie a varianti che snaturano “il significato” della tecnica, ma pongono l'accento sull'efficacia in combattimento.

## L'esecuzione
Lo squilibrio ideale per l'esecuzione della tecnica è avanti a destra. Tori tira la manica destra di Uke in alto, posizionando il piede destro tra quelli dei Uke e il braccio destro sotto la coscia dell'avversario. La gamba sinistra di Tori, flettendosi, si posiziona vicino alla destra e la nuca poggia sul fianco destro di Uke. Il movimento successivo è quello di una bilancia a due braccia nel caso in cui sul braccio sinistro venga posizionato un peso superiore al braccio destro (inizialmente portante il peso maggiore).

## Successioni, contraccolpi e varianti
Usualmente l'unico attacco successivo che può essere apportato è Hikkomi-gaeshi, mentre se la tecnica è eseguita alla perfezione, risulta impossibile eseguire un qualsiasi contraccolpo. A testimonianza di ciò, è stata per un breve periodo l'unica tecnica a non necessitare di proiezione in gara, per ottenere la vittoria. Nel caso in cui venisse eseguita correttamente, per l'“ippon” (tecnica perfetta che sancisce la vittoria) era sufficiente il sollevamento completo dell'avversario. Le varianti utilizzate in gara consistono nell'esecuzione della tecnica con il ginocchio a terra.